# Steve Buscemi

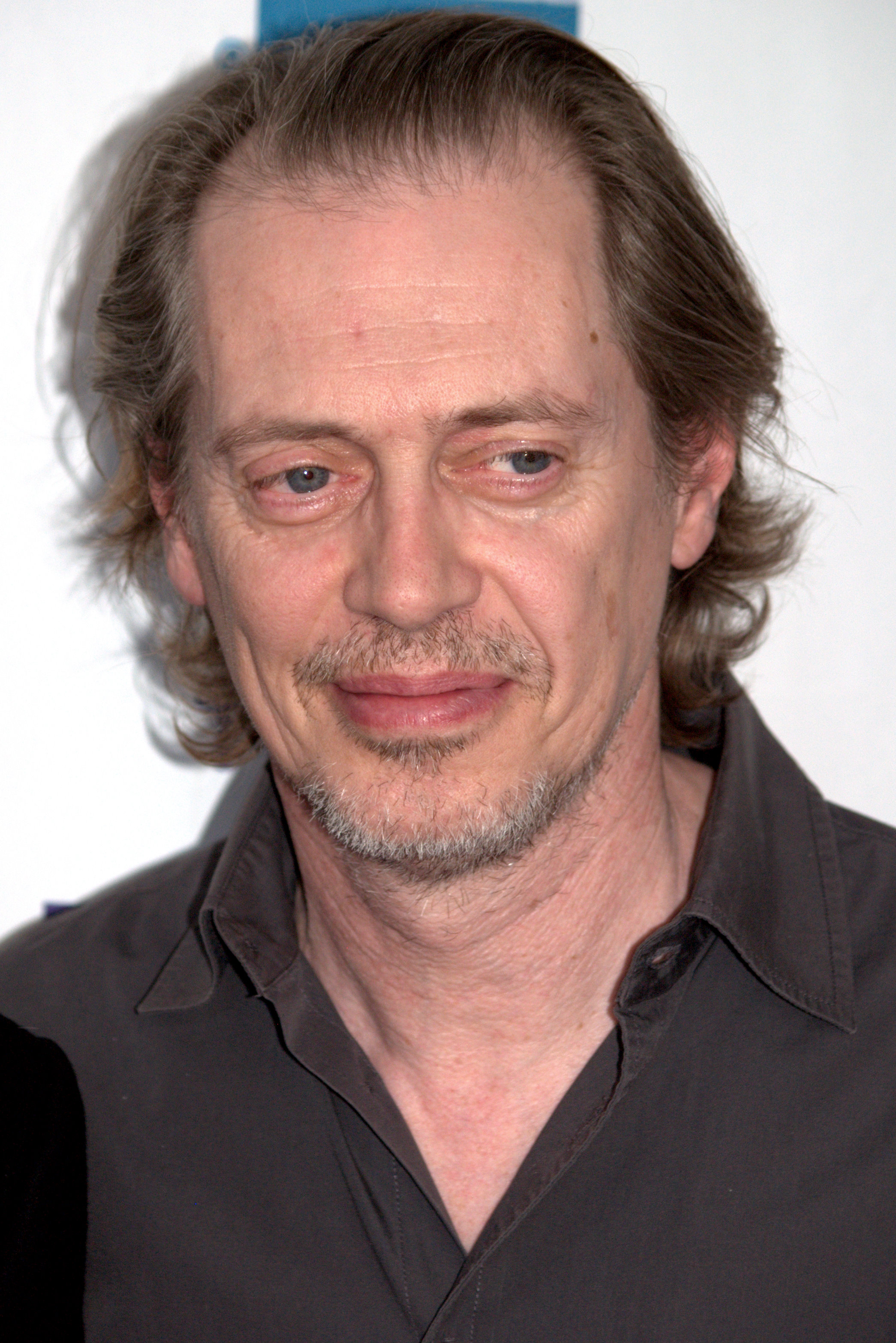
Buscemi în 2009

Steven Vincent „Steve” Buscemi (n. 13 decembrie 1957, New York City, New York, SUA) este un actor de film și teatru, scenarist și regizor american.
Buscemi a jucat în multe producții cinematografice la Hollywood (și nu numai) incluzând New York Stories, Mystery Train, Reservoir Dogs, Desperado, Con Air, Armageddon, The Grey Zone, Ghost World and Big Fish, ca și în serialul de televiziune HBO Clanul Soprano. Buscemi este recunoscut ca unul dintre interpreții preferați în distribuțiile filmelor regizate de frații Cohen: Miller's Crossing, Barton Fink, The Hudsucker Proxy, Fargo, The Big Lebowski și Paris, je t'aime.
Ca regizor a debutat în 1996, cu Trees Lounge, în care, de altfel, a și jucat. Alte filme regizate de Buscemi: Animal Factory (2000), Lonesome Jim (2005) and Interview (2007).
În 2012, în lung-metrajul de desene animate de mare succes Hotel Transilvania, a fost "vocea" lui Wayne.

## Filmografie

### Film
| An   | Titlu                                                         | Rol                                   | Note                       |
| ---- | ------------------------------------------------------------- | ------------------------------------- | -------------------------- |
| 1985 | The Way it Is                                                 | Willy / Raphael                       |                            |
| 1985 | Tommy's                                                       | Tommy                                 | Scurtmetraj                |
| 1986 | Sleepwalk                                                     | Worker                                |                            |
| 1986 | Parting Glances                                               | Nick                                  |                            |
| 1986 | No Picnic                                                     | Dead Pimp                             |                            |
| 1986 | Film House Fever                                              | Tony                                  |                            |
| 1987 | Arena Brains                                                  | Agent                                 | Scurtmetraj                |
| 1987 | Kiss Daddy Goodnight                                          | Johnny                                |                            |
| 1987 | Heart                                                         | Nicky                                 |                            |
| 1987 | Call Me                                                       | Switchblade                           |                            |
| 1988 | Heart of Midnight                                             | Eddy                                  |                            |
| 1988 | Vibes                                                         | Fred                                  |                            |
| 1989 | Coffee and Cigarettes (Short II)                              | Waiter                                | Scurtmetraj                |
| 1989 | Slaves of New York                                            | Wilfredo                              |                            |
| 1989 | Mystery Train                                                 | Charlie the Barber                    |                            |
| 1989 | New York Stories                                              | Gregory Stark                         | Segment: "Life Lessons"    |
| 1989 | Bloodhounds of Broadway                                       | Whining Willie                        |                            |
| 1990 | Tales from the Darkside: The Movie                            | Edward Bellingham                     | Segment: "Lot 249"         |
| 1990 | King of New York                                              | Test Tube                             |                            |
| 1990 | Miller's Crossing                                             | Mink                                  |                            |
| 1990 | Force of Circumstance                                         | Farmhand                              |                            |
| 1991 | Zandalee                                                      | OPP Man                               |                            |
| 1991 | Barton Fink                                                   | Chet                                  |                            |
| 1991 | Life Is Nice                                                  | Convient Store Clerk                  |                            |
| 1991 | Billy Bathgate                                                | Irving                                |                            |
| 1992 | In the Soup                                                   | Aldolpho Rollo                        |                            |
| 1992 | Reservoir Dogs                                                | Mr. Pink                              |                            |
| 1992 | CrissCross                                                    | Drug Dealer                           |                            |
| 1992 | What Happens to Pete                                          | Stranger                              | Scurtmetraj                |
| 1993 | Twenty Bucks                                                  | Frank                                 |                            |
| 1993 | Claude                                                        | Danny                                 |                            |
| 1993 | Rising Sun                                                    | Willy "The Weasel" Wilhelm            |                            |
| 1993 | Ed and His Dead Mother                                        | Ed Chilton                            |                            |
| 1994 | The Search for One-eye Jimmy                                  | Ed Hoyt                               |                            |
| 1994 | The Hudsucker Proxy                                           | Beatnik Barman                        |                            |
| 1994 | Somebody to Love                                              | Mickey                                |                            |
| 1994 | Airheads                                                      | Rex                                   |                            |
| 1994 | Pulp Fiction                                                  | Buddy Holly Waiter                    |                            |
| 1994 | Floundering                                                   | Ned                                   |                            |
| 1994 | Who Do I Gotta Kill?                                          | Conspiracy Nut                        | nemenționat                |
| 1995 | Billy Madison                                                 | Danny McGrath                         | nemenționat                |
| 1995 | Living in Oblivion                                            | Nick Reve                             |                            |
| 1995 | Things to Do in Denver When You're Dead                       | Mister Shhh                           |                            |
| 1995 | Desperado                                                     | The American                          |                            |
| 1995 | Dead Man                                                      | Bartender                             | nemenționat                |
| 1996 | Fargo                                                         | Carl Showalter                        |                            |
| 1996 | Escape from L.A.                                              | "Map to the Stars" Eddie              |                            |
| 1996 | Black Kites                                                   | The Father                            | Scurtmetraj                |
| 1996 | Trees Lounge                                                  | Tommy                                 | Also writer and director   |
| 1996 | Kansas City                                                   | Johnny Flynn                          |                            |
| 1997 | Con Air                                                       | Garland "The Marietta Mangler" Greene |                            |
| 1997 | The Real Blonde                                               | Nick Reve                             |                            |
| 1998 | The Big Lebowski                                              | Theodore Donald "Donny" Kerabatsos    |                            |
| 1998 | Divine Trash                                                  | Rolul lui                             | Documentar                 |
| 1998 | The Impostors                                                 | Happy Franks                          |                            |
| 1998 | The Wedding Singer                                            | David "Dave" Veltri                   | nemenționat                |
| 1998 | Armageddon                                                    | Rockhound                             |                            |
| 1998 | Louis & Frank                                                 | Drexel                                |                            |
| 1999 | Big Daddy                                                     | Homeless Guy                          |                            |
| 2000 | 28 Days                                                       | Cornell Shaw                          |                            |
| 2000 | Animal Factory                                                | A.R. Hosspack                         | Also director and producer |
| 2001 | Ghost World                                                   | Seymour                               |                            |
| 2001 | Final Fantasy: The Spirits Within                             | Neil Fleming                          | Voce                       |
| 2001 | The Grey Zone                                                 | "Hesch" Abramowics                    |                            |
| 2001 | Double Whammy                                                 | Jerry Cubbins                         |                            |
| 2001 | Domestic Disturbance                                          | Ray Coleman                           |                            |
| 2001 | Monsters, Inc.                                                | Randall Boggs                         | Voce                       |
| 2002 | Mr. Deeds                                                     | Crazy Eyes                            |                            |
| 2002 | 13 Moons                                                      | Bananas the Clown                     |                            |
| 2002 | Love in the Time of Money                                     | Martin Kunkle                         |                            |
| 2002 | Spy Kids 2: The Island of Lost Dreams                         | Romero                                |                            |
| 2003 | The Twisted Whiskers Movie                                    | Tiny Head                             | Voce                       |
| 2003 | Spy Kids 3-D: Game Over                                       | Romero                                |                            |
| 2003 | Coffee and Cigarettes                                         | Waiter                                | Segment: "Twins"           |
| 2003 | Big Fish                                                      | Norther Winslow                       |                            |
| 2004 | Home on the Range                                             | Wesley                                | Voce                       |
| 2005 | Who's the Top                                                 | Cymon                                 | Scurtmetraj                |
| 2005 | The Island                                                    | James McCord                          |                            |
| 2005 | Lonesome Jim                                                  | N/A                                   | Director                   |
| 2005 | Romance & Cigarettes                                          | Angelo                                |                            |
| 2006 | Art School Confidential                                       | Broadway Bob D'Annunzio               | nemenționat                |
| 2006 | Paris, je t'aime                                              | The Tourist                           | Segment: "Tuileries"       |
| 2006 | Monster House                                                 | Mr. Horace Nebbercracker              | Voce Motion capture        |
| 2006 | Charlotte's Web                                               | Templeton the Rat                     | Voce                       |
| 2006 | Delirious                                                     | Les Galantine                         |                            |
| 2007 | I Think I Love My Wife                                        | George Sianidis                       |                            |
| 2007 | Interview                                                     | Pierre Peters                         | Also writer and director   |
| 2007 | I Now Pronounce You Chuck and Larry                           | Clint Fitzer                          |                            |
| 2007 | I'm Dirty!                                                    | Backhoe Loader                        | Voce Scurtmetraj           |
| 2008 | Igor                                                          | Scamper                               | Voce                       |
| 2009 | Rage                                                          | Frank                                 |                            |
| 2009 | John Rabe                                                     | Dr. Robert Wilson                     |                            |
| 2009 | G-Force                                                       | Bucky                                 | Voce                       |
| 2009 | The Messenger                                                 | Dale Martin                           |                            |
| 2009 | I Knew It Was You                                             | John Cazale                           | Documentary                |
| 2009 | Handsome Harry                                                | Thomas Kelley                         |                            |
| 2009 | Saint John of Las Vegas                                       | John Alighieri                        |                            |
| 2009 | Youth in Revolt                                               | George Twisp                          |                            |
| 2010 | Grown Ups                                                     | Wiley                                 |                            |
| 2010 | Pete Smalls Is Dead                                           | Bernie Lake                           |                            |
| 2010 | The Chosen One                                                | Neal                                  |                            |
| 2011 | Fight for Your Right Revisited                                | Walter                                | Scurtmetraj                |
| 2011 | Rampart                                                       | Bill Blago                            |                            |
| 2012 | On the Road                                                   | Tall Thin Salesman                    |                            |
| 2012 | Hotel Transylvania                                            | Wayne                                 | Voce                       |
| 2013 | The Incredible Burt Wonderstone                               | Anton Marvelton                       |                            |
| 2013 | Monsters University                                           | Randall "Randy" Boggs                 | Voce                       |
| 2013 | Grown Ups 2                                                   | Wiley                                 |                            |
| 2013 | Khumba                                                        | Skalk the Wild Dog                    | Voce                       |
| 2014 | Time Out of Mind                                              | Art                                   |                            |
| 2014 | My Depression                                                 | Suicidal thoughts                     | Voce Scurtmetraj           |
| 2014 | The Cobbler                                                   | Jimmy                                 |                            |
| 2015 | Hotel Transylvania 2                                          | Wayne                                 | Voce                       |
| 2015 | The Ridiculous 6                                              | Doc Griffin                           |                            |
| 2016 | Mildred & The Dying Parlor                                    | Rick                                  | Scurtmetraj                |
| 2016 | Norman: The Moderate Rise and Tragic Fall of a New York Fixer | Rabbi Blumenthal                      |                            |
| 2017 | The Boss Baby                                                 | Francis E. Francis                    | Voce                       |
| 2017 | Transformers: The Last Knight                                 | Daytrader                             | Voce                       |
| 2017 | Lean on Pete                                                  | Del Montgomery                        |                            |
| 2017 | The Death of Stalin                                           | Nikita Khrushchev                     |                            |
| 2018 | Nancy                                                         | Leo Lynch                             |                            |
| 2018 | The Week Of                                                   | Charles                               |                            |
| 2018 | Hotel Transylvania 3: Summer Vacation                         | Wayne                                 | Voce                       |
| 2019 | The Dead Don't Die                                            | Farmer Miller                         |                            |
| 2020 | Untitled Judd Apatow/Pete Davidson film                       |                                       | Post-productie             |
| TBA  | Hubie Halloween                                               |                                       | Filmări                    |